# أتلتيكو مدريد موسم 2001–02
كان موسم 2001–02 هو الموسم الـ96 في تاريخ أتلتيكو مدريد والموسم الثاني في الدرجة الثانية لكرة القدم الإسبانية. كما تنافس النادي في كأس الملك.